# Mount Duval (berg i Kanada)
Mount Duval är ett berg i Kanada.   Det ligger i territoriet Nunavut, i den östra delen av landet, 2 400 km norr om huvudstaden Ottawa. Toppen på Mount Duval är 850 meter över havet, eller 412 meter över den omgivande terrängen. Bredden vid basen är 4,5 km.
Terrängen runt Mount Duval är kuperad åt sydväst, men åt nordost är den bergig. Havet är nära Mount Duval västerut.Runt Mount Duval är det mycket glesbefolkat, med 5 invånare per kvadratkilometer.. Närmaste större samhälle är Pangnirtung, 3,7 km väster om Mount Duval. 
Trakten runt Mount Duval består i huvudsak av gräsmarker.